# Красногорск
Красногорск (на руски: Красногорск) е град в Русия, административен център на Красногорски район, Московска област. Населението му към 1 януари 2018 г. е 161 525 души.

## География
Градът е разположен на река Москва, на 22 км северозападно от центъра на столицата Москва.

## История
На мястото на днешния град през 19 век е имало няколко села – Баники, Павшино, Черново и др. През 1922 г. Павшино получава статут на селище от градски тип, в чийто състав влиза и село Баники. През 1926 – 1927 г. в Баники е преместен Подолският механичен завод. През 1932 г. е построено работническо селище, наречено Красногорск.
На 7 октомври 1940 г. с указ на Президиума на Върховния съвет на СССР селището Красногорск е обявено за град.
По време на Втората световна война и в послевоенните години тук се намира лагер за военнопленници (решение УПВИ НКВД СССР № 27), където в частност са пребивавали фелдмаршал Фридрих Паулус, последният китайски император Пу И и правнукът на Бисмарк граф Хенрих фон Аинзиндел.

## Икономика
По-голямата част от работещото население работи в Москва.
Основно предприятие на града е Красногорски завод „С. А. Зверев“, произвеждащ оптически и оптическо-електронни прибори за военни и граждански нужди, в това число известните фотоапарати „Зенит“.
Има завод за производство на гипсови изделия, хлебозавод, издателско-полиграфичен комплекс „Екстра-М“.

## Побратимени градове
- Изюм, Украйна
- Ирпен, Украйна
- Маниковка, Украйна
- Кореличи, Беларус
- Тукумс, Латвия
- Плунге, Литва
- Сливница, България
- Вонгровец, Полша
- Хоирле, Холандия
- Хехщад-Айш, Германия